# Prayer (綾戸智恵のアルバム)
『Prayer』（プレイヤー）は、綾戸智恵のスタジオ・アルバム。2011年8月3日にeast house recordsから発売された。

## 概要
2010年に発表された前作『ONLY YOU』（綾戸智恵 meets ジュニア・マンス名義）は、デビュー前に発表された自主制作盤のリイシューであり、前々作『MY WAY』（綾戸智恵 meets 原信夫とシャープス&フラッツ名義）はコラボレーション作だった。よって、単独名義によるスタジオ録音盤は、2009年に発表した『GOOD LIFE』以来約2年ぶりとなる。
1999年に発表した三枚目のアルバム『Life』以来となる、アメリカンルーツスタイルを前面に打ち出したアルバムである。
2011年3月6日に福島県いわき市でコンサートをし「ハレルヤ」のアレンジを決める。3月10日に「ハレルヤ」のレコーディングに入った。翌3月11日、東日本大震災が起こったとき、綾戸智恵は車椅子の母と散歩中であった。3月17日にレコーディングの予定が入っていたが歌えなかった。4月にレコーディングを再開し、喫茶店でいわき市のコンサートを観たという女性から声をかけられたことに力を得て、アルバムが完成した。

## 収録曲
1. Mother（マザー）
作詞・作曲：ジョン・レノン
2. Amazing Grace（アメイジング・グレイス）
作詞：John Newton、作曲：James P. Carrell & David S. Clayton
3. Bridge Over Troubled Water（明日に架ける橋）
作詞・作曲：ポール・サイモン
4. I Could Have Dance All Night（踊り明かそう）
作詞：Alan Jay Lernar、作曲：Frederick Loewe
5. Hallelujah [Band Version]（ハレルヤ［バンド・ヴァージョン］）
作詞・作曲：レナード・コーエン
6. Do I Ever Cross Your Mind?（ドゥ・アイ・エヴァー・クロス・ユア・マインド）
作詞・作曲：Billy Burnette & Michael Smotherman
7. Motherless Child（時には母のない子のように）
トラディショナル
8. Midnight Train To Georgia（夜汽車よ! ジョージアへ）
作詞・作曲：Weatherly James Dexter
9. In The Ghetto（イン・ザ・ゲットー）
作詞・作曲：Mac Davis
10. Let It Be Me（レット・イット・ビー・ミー）
作詞：Pierre Delanoe、作曲：Gilbert Becaud、英語詞：Mann Curtis
11. People Get Ready（ピープル・ゲット・レディ）
作詞・作曲：カーティス・メイフィールド
12. Ol' '55（オール'55）
作詞・作曲：トム・ウェイツ
13. Hey Jude（ヘイ・ジュード）
作詞・作曲：ジョン・レノン & ポール・マッカートニー
14. Hallelujah [Solo Version]（ハレルヤ［ソロ・ヴァージョン］）
作詞・作曲：レナード・コーエン

## 参加ミュージシャン
- 宮野弘紀　ギター
- 西嶋徹　ベース
- 田中倫明　パーカッション、ドラムス
- 金子雄太　オルガン